# Kaviar

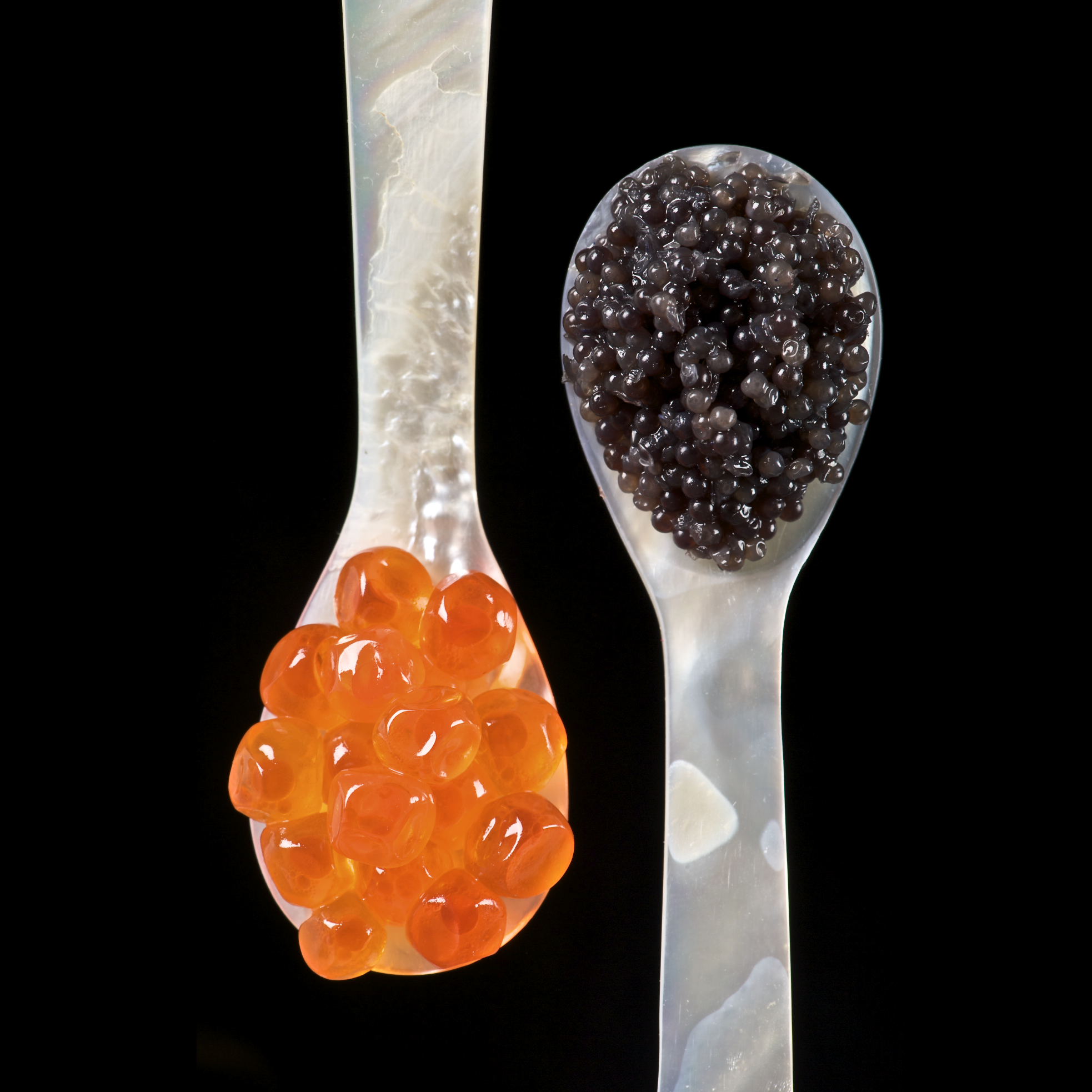
Laxrom (vänster) och störrom (höger) serverat på speciella skedar av pärlemor som inte ska fördärva smaken av kaviaren.

Kaviar är ett livsmedel som består av saltad, ofta men inte alltid pastöriserad, och ibland rökt fiskrom från arter i familjen störar (Acipenseridae).
Internationellt, och traditionellt används termen kaviar enbart om rom från vild stör ifrån Kaspiska och Svarta havet, så kallad äkta kaviar eller rysk kaviar. Beroende på land så kan kaviar referera till rom från en rad olika fiskar som lax, regnbåge, sjuryggsfiskar, vitfisk karp, och andra arter av stör.
I Sverige används begreppet kaviar även om ett mer processat livsmedel med fiskrom från torsk, gädda eller löja. Detta livsmedel benämns också smörgåskaviar, för att särskilja det från annan kaviar.
Ordet kaviar kommer från persiskans خاويار (xāviār, khag avar) vilket betyder "havande stör". På ryska används икра (ikra) som betyder "fiskrom".
Kaviar är en delikatess, och rysk och iransk kaviar från kaspiska regionen är högt värderad. Kaviar äts som den är eller används som pålägg på bröd eller kex eller som garnering.

## Olika typer av kaviar

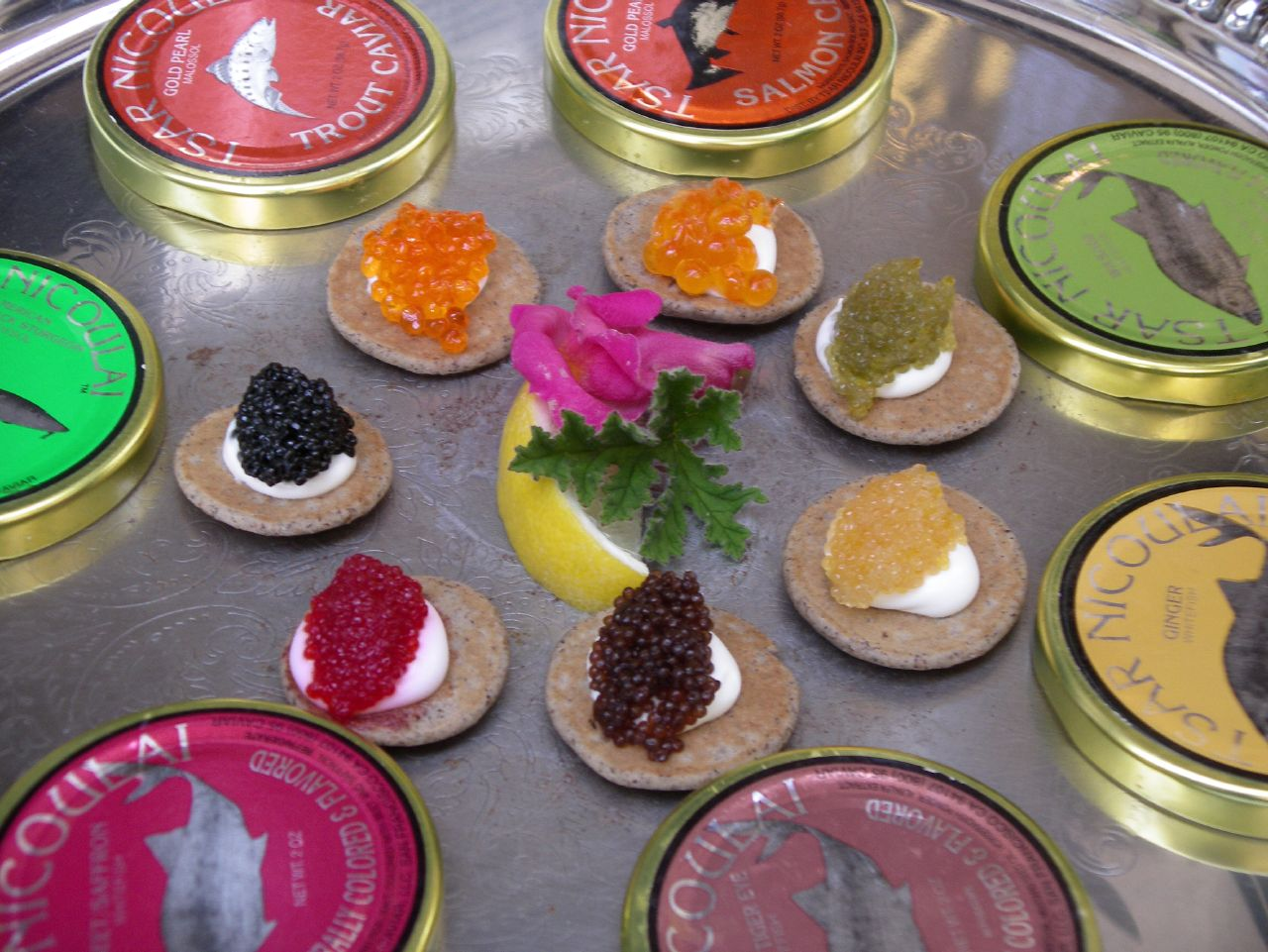
Servering med sju sorters kaviar.

Man skiljer framför allt mellan smörgåskaviar, till exempel Kalles kaviar, och kaspisk kaviar.

### Kaspisk kaviar

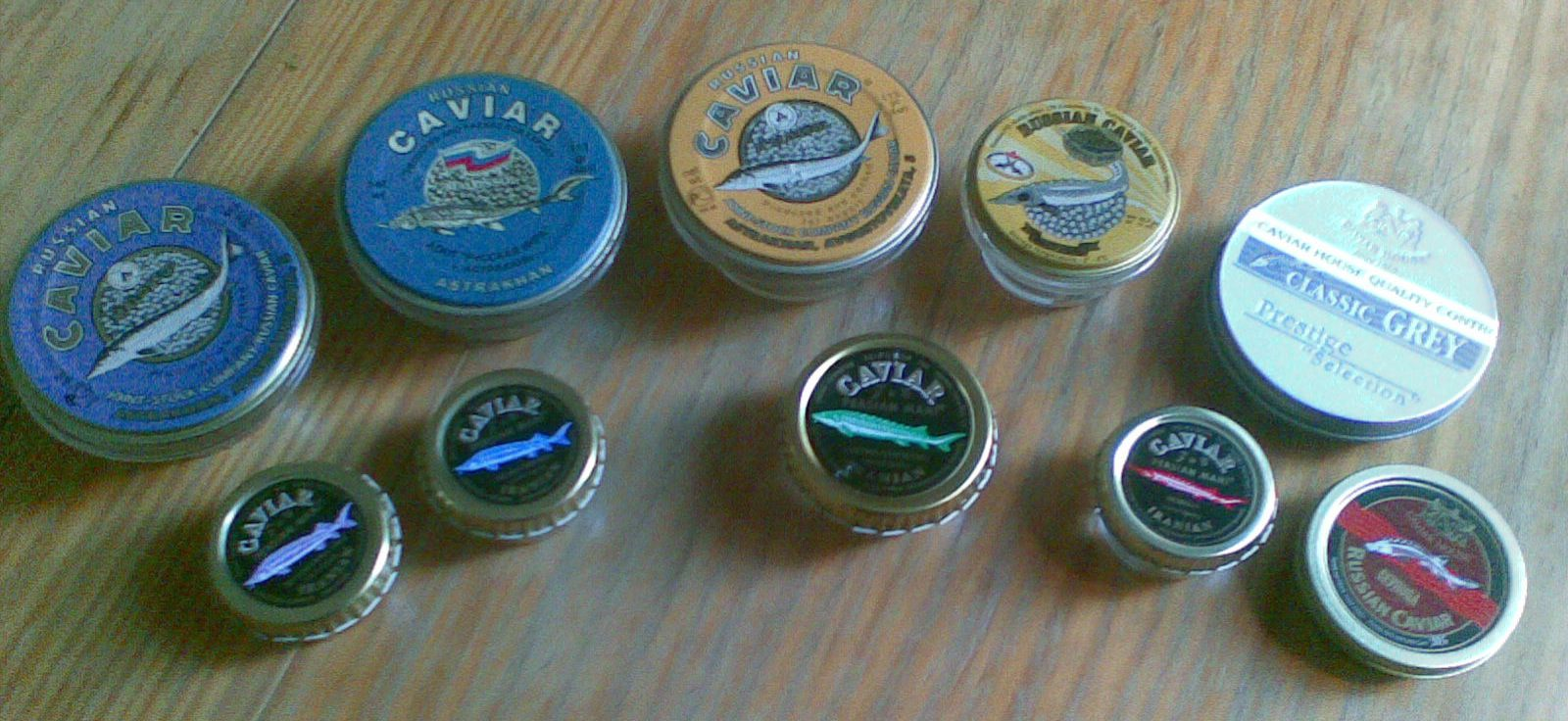
Iranska och ryska kaviarburkar.

Kaspisk kaviar är fiskrom från olika arter av störfiskar och räknas som en lyxvara och delikatess. Sådan kaviar produceras mestadels i Iran, Ryssland och Azerbajdzjan. Iran producerar årligen 90 ton kaviar, och är världsledande.
Strax efter kommer Ryssland med 60 ton per år, vilket mestadels exporteras till USA och Storbritannien. De dyraste varianterna är beluga från fisken hus, ossetra från rysk stör och sevruga från stjärnstör.[källa behövs]
Rysk kaviar är en stor exportprodukt. Kaviaren indelas efter kornstorlek och störart. Den mest exklusiva sorten heter beluga (värde i butiken är cirka 120 000 kr/kg), sedan följer osetra, imperial och sevruga. Även azerisk kaviar kallas ofta för rysk kaviar. Förutom i Ryssland och Azerbajdzjan bedrivs störfiske i Iran, Kazakstan och Turkmenistan. För att skydda stören, som de senaste 20 åren minskat med 90% och alltmer hotas av utfiskning, har man infört centralt utfärdade certifikat för fiskare. Dock bedrivs ett omfattande tjuvfiske. Sedan 2003 har inget tillstånd för försäljning utfärdats varken i Ryssland eller Sverige, vilket i praktiken innebär förbud mot att sälja varan i Sverige.

### Karprom,tarama
Rom från karp kallas i Cypern, Grekland och Turkiet för tarama. Av tarama görs en kräm som i Grekland kallas taramosalata och i Turkiet kallas för tarama. Maträtten är spridd i västerlandet, antingen som en typisk grekisk/turkisk maträtt, eller inkorporerad i det lokala köket.

### Smörgåskaviar

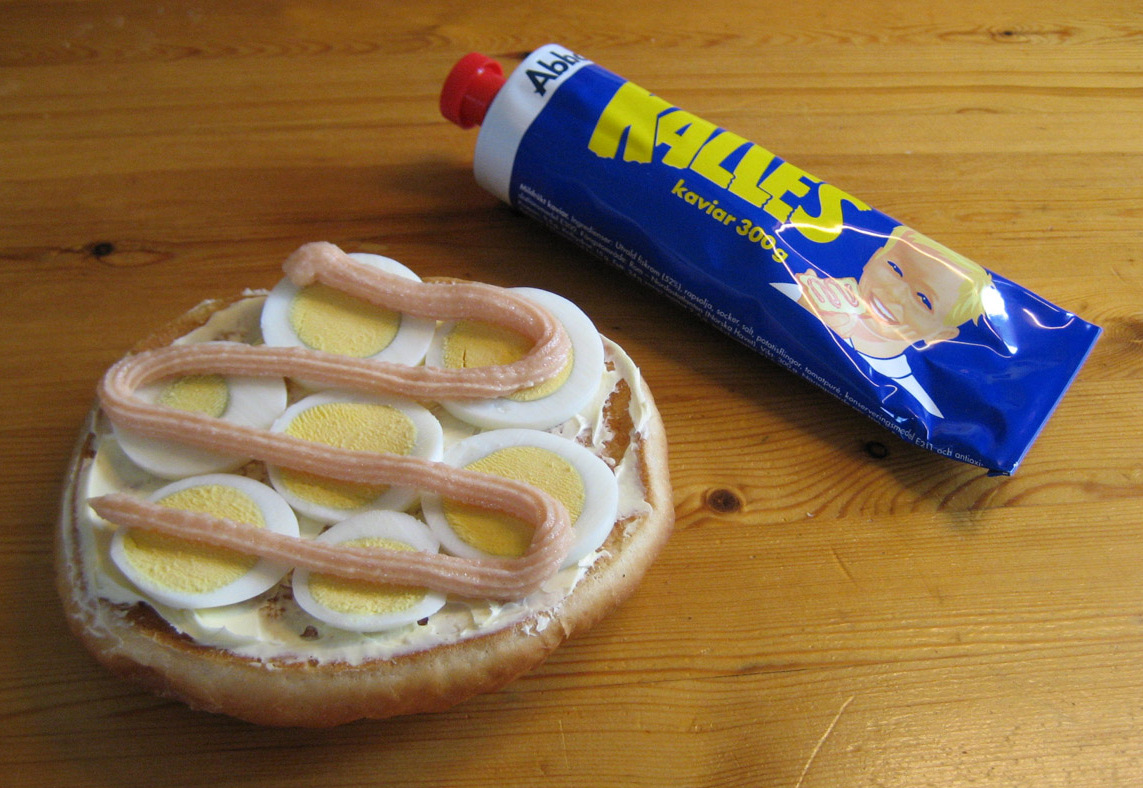
Kalles kaviar, en smörgåskaviar.

Smörgåskaviar, i Finland även romkräm, består av rom från torskfiskar, och fungerar bland annat som smörgåspålägg och topping på kokt ägg. Till skillnad från kaspisk kaviar är den betydligt mer bearbetad. Förutom rom, som oftast är rökt, så innehåller den även matolja, tomatpuré, potatis, socker, med mera.
Smörgåskaviar är främst vanlig i Sverige, Finland och Norge. Den säljs dock i andra länder, bland annat via Ikea.